# フェルナン・コルモン
フェルナン・コルモン（Fernand Cormon、1845年12月24日 - 1924年3月20日）はフランスの画家。

## 生涯
パリに生まれる。父は劇作家のウジェーヌ・コルモン、母は女優のシャルロット・フュレー。
1863年にエコール・デ・ボザール（官立美術学校）に入学し、アレクサンドル・カバネルに学んだ。歴史画や物語画などのアカデミック絵画を中心とした作品を多く発表し、特に先史時代や古代をテーマにした作品を得意とした。1880年にレジオンドヌール勲章を授与された。1898年に芸術アカデミーの会員に選出され、1899年にエコール・デ・ボザール教授に就任し、1912年にフランス芸術家協会会長に就任した。

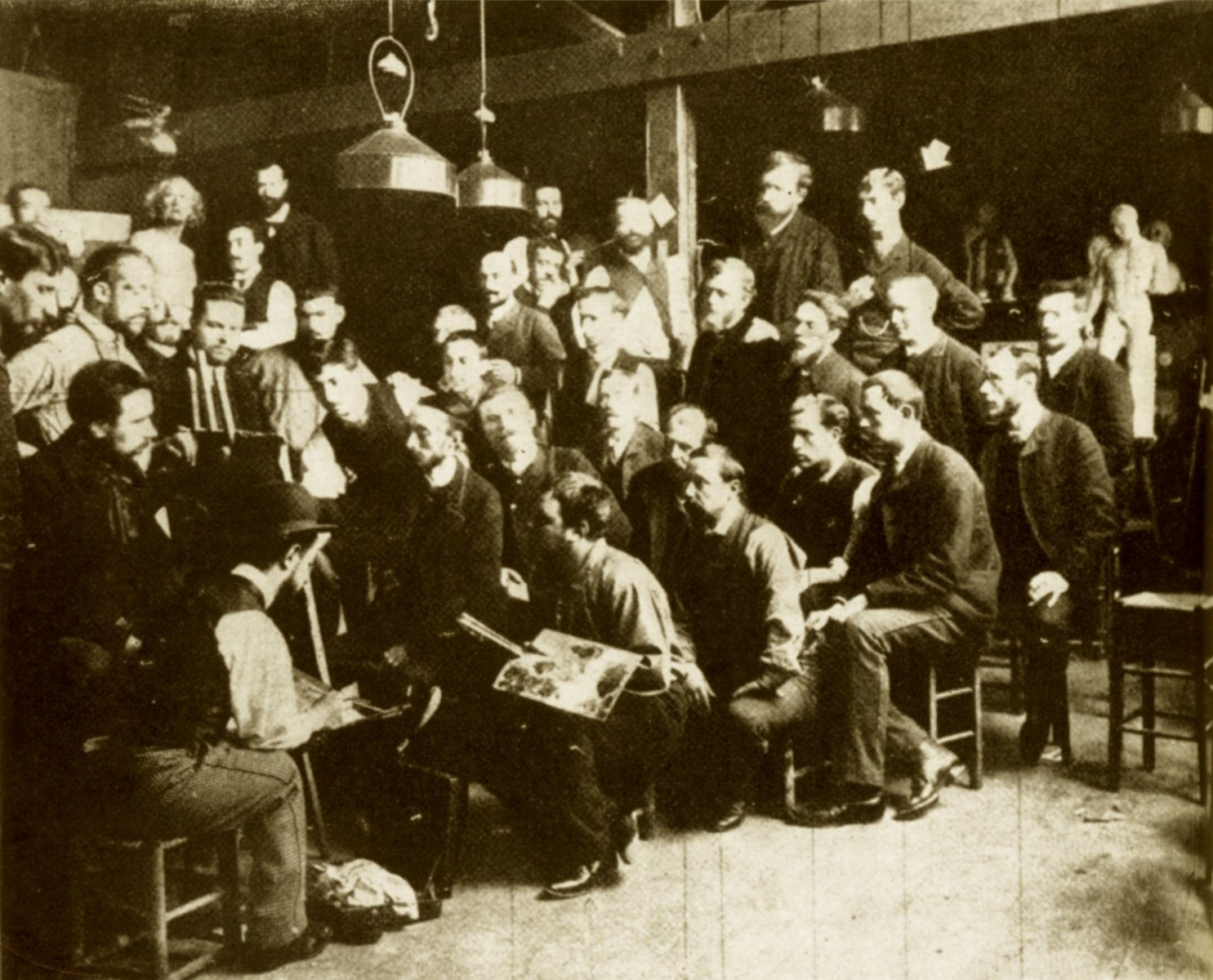
1885年頃のコルモン画塾。中央左側のカンヴァスに向かう人物がコルモン。その左下の帽子を被った人物がロートレック。

コルモンはアカデミーの大家としての地位を確立していたが、新しい芸術にも寛容であった。1882年にモンマルトルに開設したアトリエ（画塾）では弟子に対してその個性を尊重する指導を行った。このアトリエやエコール・デ・ボザールでコルモンの指導を受けた画家には、フィンセント・ファン・ゴッホ、トゥールーズ＝ロートレック、エミール・ベルナール、ルイ・アンクタン、ジョン・ピーター・ラッセル、アルベール・マルケ、藤島武二、山下新太郎、シャイム・スーティンなどがいる。
1924年、パリでアトリエの外でタクシーに轢かれる事故に遭って死亡した。

## ギャラリー

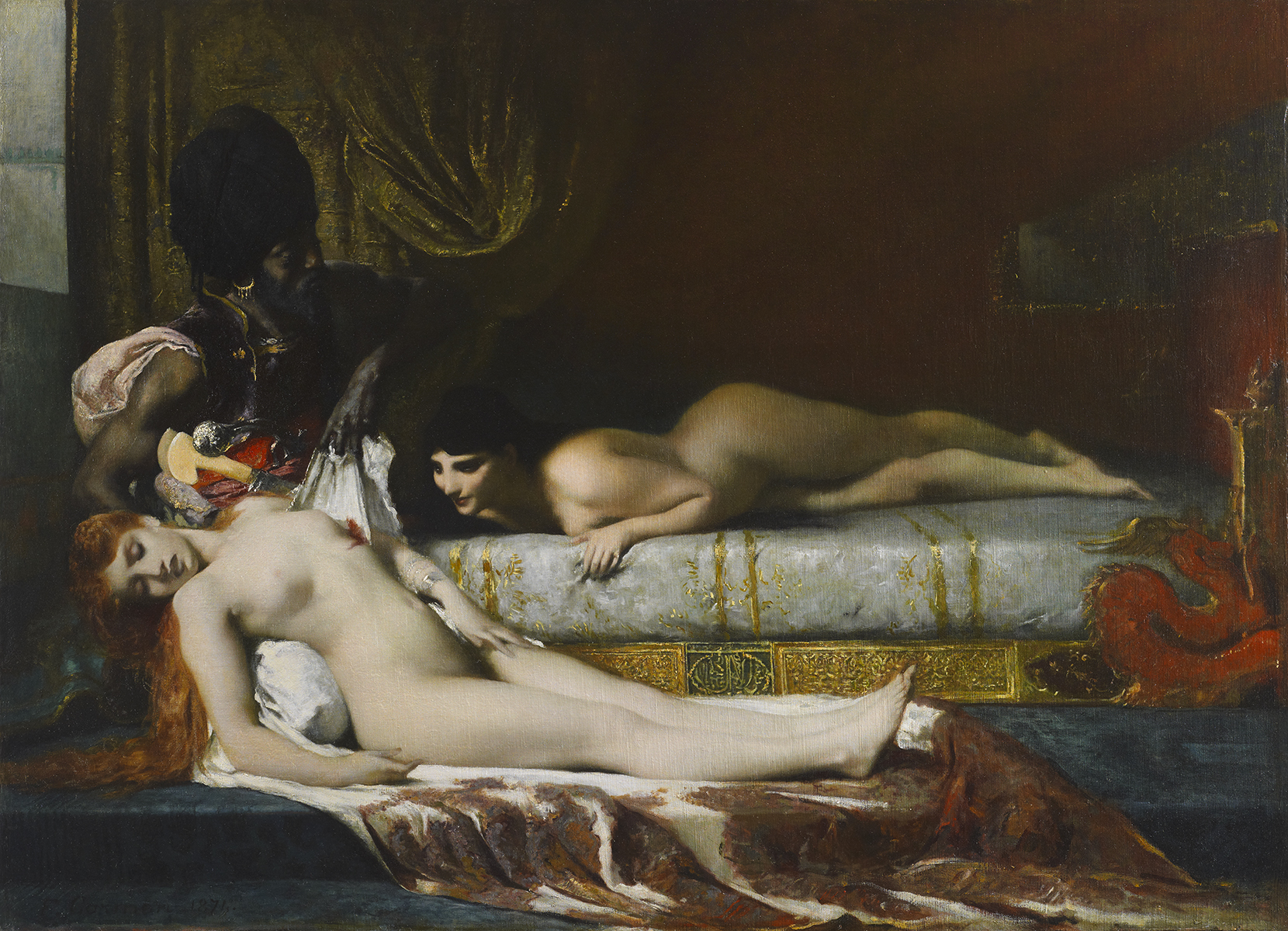
『後宮での殺人』（1874年）
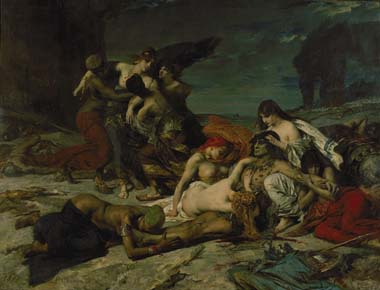
『ラーヴァナの死』（1875年）
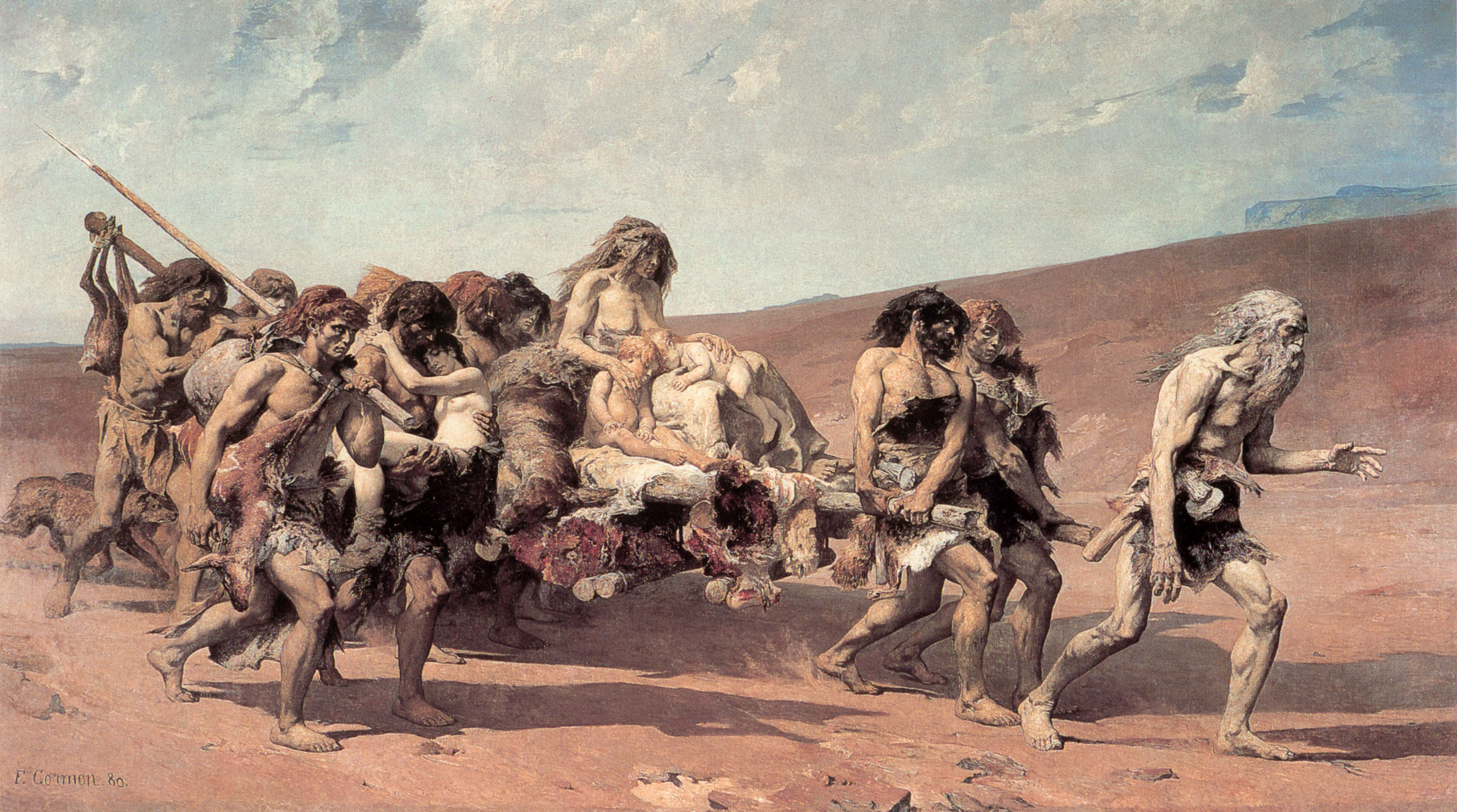
『カイン一族の逃亡』（1880年）、オルセー美術館。
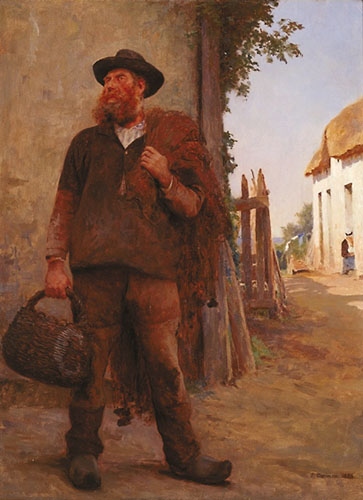
『漁の前に』（1888年）、カンペール美術館
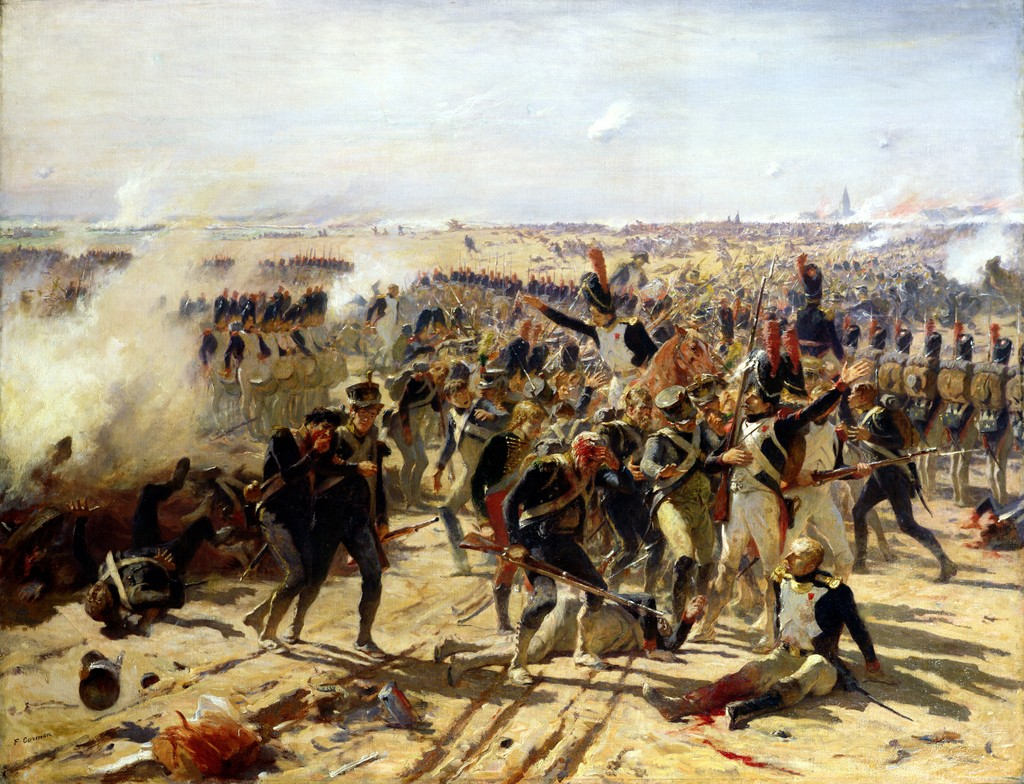
『アスペルン・エスリンクの戦い』

## フェルナン・コルモンに学んだ画家 (一部)
- オスカー・ホフマン (1851-1912)
- フィンセント・ファン・ゴッホ (1853-1890)
- ウジェーヌ・ボック (1855-1941)
- ヘオルヘ・ヘンドリック・ブレイトネル (1857-1923)
- ジョン・ピーター・ラッセル (1858-1930)
- ルイ・アンクタン (1861-1932)
- シャルル・ラヴァル (1861-1894)
- コンスタンチン・クズネツォフ (1863-1936)
- アンリ・ド・トゥールーズ＝ロートレック (1864-1901)
- エミール・ベルナール (1868-1941)
- ヴィクトル・ボリソフ＝ムサトフ (1870-1905)
- ジョゼフ・クーン＝レニエ (1873-1940)
- モーリス・アスラン (1882-1947)
- ピエール・ブリソー (1885-1964)
- ミシェル・キコイーヌ (1892-1968)